# 母嬰同室
母嬰同室（Rooming-in）在醫院中針對產婦及嬰兒的照顧方式，特點是會讓嬰兒的嬰兒床和產婦同一病房，放在產婦的病床旁邊。母嬰同室是以家庭為中心的照顧方式，是嬰兒與母親為同組個體。在產婦住院期間，由醫護人員提供家庭一種專業且連續之護理。促使家庭成員間彼此能及早適應，從而建立良好親子關係。使家庭成員能很快認識嬰兒，並學會照顧嬰兒，使嬰兒往後能在持續而穩定中成長。

## 優點
1. 建立早期親子關係
2. 了解嬰兒生活習性
3. 學習育嬰技巧
4. 增進父母的自信心與成就感
5. 提高成功母乳餵養的機率

## 缺點
1. 母親產後疲勞，無法好好照顧嬰兒
2. 妨礙母親恢服體力

## 母嬰同室注意事項
1. 任何人接觸嬰兒前都要用肥皂洗手
2. 盡量減少訪客探視，如有呼吸道疾病或是皮膚病患者請勿探視。
3. 不要讓嬰兒離開父母視線
4. 絕不將嬰兒交給任何一位不認識的人
5. 拒絕推銷人員進入病房

## 外部連結
- 好意變災難！別再逼新手媽媽「母嬰同室 （页面存档备份，存于）商業週刊, 林希陶, 2013-10-23